# Okręg wyborczy Chesterton
Okręg wyborczy Chesterton powstał w 1885 r. i wysyłał do brytyjskiej Izby Gmin jednego deputowanego. Okręg położony był w hrabstwie Camridgeshire. Został zlikwidowany w 1918 r.

## Deputowani do brytyjskiej Izby Gmin z okręgu Chesterton
- 1885–1892: Charles Hall, Partia Konserwatywna
- 1892–1895: Hugh Edward Hoare, Partia Liberalna
- 1895–1906: Walter Raymond Greene, Partia Konserwatywna
- 1906–1918: Edwin Samuel Montagu, Partia Liberalna